# كفر مالك
كفر مالك هي قرية من قرى الضفة الغربية وتتبع محافظة رام الله والبيرة، وتقع على بعد 17 كيلومترًا شمال شرق مدينة رام الله. وفق الجهاز المركزي للإحصاء الفلسطيني بلغ عدد سكانها 3,567 نسمة في عام 2016. تبلغ مساحة قرية كفر مالك حوالي ثمان و خمسون ألف كلم. يحدها من الشرق قرية المغير، ومن الشمال قرية المغير وخربة أبو فلاح ، ومن الغرب المزرعة الشرقية ، ومن الجنوب دير جرير.

## تاريخها
على بعد حوالي كيلومترين شرق كفر مالك، في عين سامية توجد مبانٍ ربما يعود تاريخها إلى العصر الصليبي. بالإضافة إلى ذلك، تم اقتراح كفر مالك على أنه مطابق لبيت الملك، حيث حاصر الملك الحشموني ألكسندر جانيوس خصومه الفريسيين.

### العصر العثماني
احتلت الدولة العثمانية كفر مالك سنة 1517 مع كامل فلسطين، وفي سنة 1596 ظهرت في سجلات الضرائب على أنها تقع في ناحية القدس في لواء القدس. قُدَر عدد سكانها 21 أسرة،  وكانوا جميعهم مسلمين. لقد دفعوا معدل ضريبة ثابت قدره 33.3% على المنتجات الزراعية، بما في ذلك القمح والشعير وأشجار الزيتون وكروم العنب وأشجار الفاكهة والماعز وخلايا النحل، بالإضافة إلى الإيرادات العرضية، بإجمالي 7750 آقجة. في عام 1838، تم تسجيل قرية ''كفر مالك'' كقرية إسلامية في قضاء بني سليم، شرقي القدس.
في عام 1870، وجد فيكتور جورين أن قرية كفر مالك يبلغ عدد سكانها 350 نسمة، حوالي ثلاثين كاثوليكيًا وخمسة عشر "يونانيًا منشقًا"، أما البقية فكانوا مسلمين. في فناء المدفن ، أو دار الضيافة، عُرضت عليه عدة لوحات حجرية جميلة وثلاثة أقسام من الأعمدة والعديد من التيجان على الطراز الدوري تنتمي إلى مبنى قديم دُمر منذ زمن طويل.
تشير قائمة القرى العثمانية التي يعود تاريخها إلى حوالي عام 1870 إلى أن عدد سكانها بلغ 416 مسلماً في 77 منزلاً، و15 مسيحياً في 6 منازل. بلغ إجمالي عدد السكان 432 شخصًا في 83 منزلًا، على الرغم من أن تعداد السكان شمل الرجال فقط.
في عام 1882، وصف مسح مؤسسة أبحاث فلسطين لغرب فلسطين قرية كفر مالك بأنها: "قرية متوسطة الحجم تقع على أرض مرتفعة". في عام 1896 قُدِّر عدد سكان كفر مالك بحوالي 870 شخصًا.

### عصر الانتداب البريطاني
في تعداد فلسطين عام 1922 الذي أجرته سلطات الانتداب البريطاني، بلغ عدد سكان القرية 943 نسمة، جميعهم مسلمون، وارتفع في تعداد عام 1931 إلى 972، 922 مسلمًا و20 مسيحيًا، في 217 منزلًا. في إحصاءات عام 1945 بلغ عدد السكان 1100 نسمة، منهم 1080 مسلماً و20 مسيحياً، بينما بلغت المساحة الإجمالية للأرض 52196 دونماً، وذلك وفقاً لمسح رسمي للأراضي والسكان. من هذه المساحة، تم تخصيص 3,580 دونمًا للمزارع والأراضي المروية، و10,984 دونمًا للحبوب، بينما تم تصنيف 53 دونمًا كمناطق مبنية.

### العصر الأردني
في أعقاب نكبة عام 1948، وبعد اتفاقيات الهدنة عام 1949، أصبحت كفر مالك تحت الحكم الأردني. كما وجد تعداد السكان الأردني لعام 1961 أن عدد سكان كفر مالك بلغ 1,346 نسمة.

### 1967 حتى الآن
منذ حرب الأيام الستة عام 1967، كانت قرية كفر مالك تحت الاحتلال الإسرائيلي. بعد اتفاقيات عام 1995، تم تعريف 12.7٪ من أراضي كفر مالك على أنها أراضي المنطقة ب، في حين تم تعريف 87.3٪ المتبقية على أنها أراضي المنطقة ج . قد صادرت إسرائيل أراضي من كفر مالك لصالح المستوطنات الإسرائيلية كوخاف هاشاهار ومتسبيه كراميم.
في يونيو/حزيران 2023، كانت القرية هدفًا، إلى جانب قرية ترمسعيا المجاورة والعديد من القرى الفلسطينية الأخرى لهجمات إرهابية شنها مستوطنون إسرائيليون. بعد الهجوم، وصف المتحدث باسم قوات الاحتلال الإسرائيلية عمليات التوغل والهجمات التي يشنها المستوطنون اليهود المسلحون بأنها " أعمال إرهابية يرتكبها مجرمون"، وأضاف أن قوات الاحتلال الإسرائيلية "فشلت في منع" الهجمات، التي وصفها بأنها "خطيرة للغاية"، وأن مثل هذه الحوادث "تخلق الرعب" من خلال دفع السكان المدنيين الذين تعرضوا للهجوم "نحو التطرف".

## التسمية
سميت بهذا الاسم نسبة إلى صاحب الأرض الذي كان يسمى مالك ومعنى كلمة بالارامية «كفر» هو الحقل الواسع.

### أعلام القرية
- مصطفى المالكي، محافظ محافظة قلقيلية بين عامي 1996 و2006.

## أشهر المعالم الأثرية
1.عين سامية: تعتبر أشهر نبع في رام الله حتى عام 1963 كانت هذه العين جارية وكانت مكاناً يستقطب أهالي القرى والبلدات المجاورة ( ديرجرير، الطيبة، سلواد، المغير والمزرعة الشرقية ) للترفيه و الشرب و السقاية و شراء الخضراوات. بعد ذلك تحولت هذه العين إلى مضخات تضخ على مناطق رام الله والبيرة، و يبلغ عمر هذه النبع ثمانية آلاف سنة.
2. بيت القاضي.

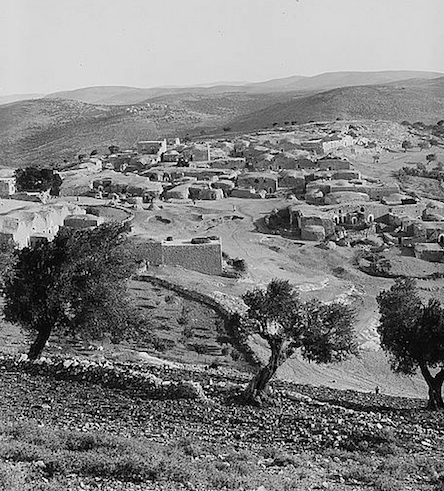
كفر مالك التابعة لمحافظة رام الله والبيرة

3.الآبار: يتم دفن العائلات في هذه الآبار قديماً ويتم دفن جميع أغراضهم معهم، لإعتقادهم بوجود حياة بعد الموت.
4. معاصر العنب الحجرية: لمعصرة عنب قديمة في منطقة المشتى غرب سهل عين سامية، وتدل الآثار أن تاريخ جمع العنب في فلسطين يعود إلى العصر النحاسي وبداية العصر البرونزي، حيث تم توثيق عملية جني الثمار وصناعة النبيذ من خلال رسومات تاريخية قديمة، حيث كان القدماء يجمعون ثمار العنب ويحضرونها إلى معصرة العنب والتي تتشكل من صخرة مسطحة يحفر فيها أقنية تقود إلى جرن منحوت في الصخر، حيث ينشر العنب على الصخرة المسطحة وتداس، فيسيل منها العصير عبر القنوات ويتجمع في الجرن المنحوت بالصخر.